# Orla Perć
Orla Perć (slov. "Orlovska steza") je planinska pešpot v Tatrah na južnem Poljskem. Je smatrana za najtežjo in najbolj nevarno pot v celotnih Tatrah  in zato je primerna samo za izkušene planinare. Pot je označen z rdečo barvo. Od kdaj je bila ustvarjena, več kot 120 ljudi umrlo je na poti.

## Tehnički podatki
Pot se nahaja v centru Visokih Tatr. Celotna dolžina razpoložljive poti je 4,5 km. Poln čas prehoda (poleti, odvisno od pogojev na poti) se spreminja od 6 do 8 ur. Najvišja točka je Kozi Wierch s 2291 m n. v. Pot zacne na sedlu Zawrat (2159 m) in końca na sedlu Krzyżne (2112 m); pelje skozi nekoliko vrhov in traverzira druge. Pot je zelo nevaren in pelje v glavnem vzdolž gorskega grebena. Številne plezalne pripomočki so na razpolago za planinare na najstrmijih in vertikalnih delah, vključno z lestvami, verigami in kovinskimi stopnicami. Najpogostejše zemlje so v glavnem granitne plošče, grušč in neravne površine. Pot je povezana z drugimi potmi; obstaja v celoti osem razpotij, ki peljejo proti planinskim kočam. Del od sedla Zawat do Koziega Wiercha je enosmeren. Padajoče kamenje in plazovi so mogoče vzdolž poti.

## Zgodovina
Pot je zamislil leta 1901. Franciszek Nowicki, poljski pesnik in planinski vodnik. Pot je zgrajil in označil duhovnik Walenty Gadowski med leti 1903. in 1906.; vendar pa križišča in drugi pomožni poti so bile izvedene in označene leta 1911 .  Po številnih smrtnih nesrečah, leta 2006 planinska vodnica Irena Rubinowska in Piotr Mikucki, režiser, so pozvali organom Tatranskega narodnega parka, naj bi demontirale vse plezalne pripomočke vzdolž poti in naj bi ih menjale na ferato. Izziv se srečal z različnimi reakcijami poklicnih skupin vključenih v turistično dejavnost. Je bilo sklenjeno da je to zgodovinska pot in da bo ostala nespremenjena. Ker številne nesreče so se dogajale ko so se planinari hodili v nasprotnih smerih, Uprava Tatranskega narodnega parka od julija 2007. je uvedela enosmerno gibanje na delu od sedla Zawrat do Koziega Wiercha.